# Safiabad (Kurdistan)
Pour les articles homonymes, voir Safiabad.
Sufiabad (persan : صوفي آباد, romanisé en Şūfīābād et également connu sous les noms de Şafīābād et de Safiyehābād) est un village dans la province du Kurdistan en Iran. Lors du recensement de 2006, son existence a été mentionné, mais sa population n'a pas été signalé.